# 朔来廉子
朔来 廉子（さくらい れんず、1988年 - ）は、日本の漫画家。神奈川県出身。
あるまるみのアシスタントを務める。2007年、『月刊少年ガンガン』（スクウェア・エニックス）にて「朱神さまの鬼丹やらい」によりデビュー。

## 作品リスト
朱神さまの鬼丹やらい
スクウェア・エニックスマンガ大賞準大賞受賞。『月刊少年ガンガン』2007年11月号に掲載。
死に損ないのあいま
『月刊少年ガンガン』2008年11月、12月号に掲載。

## 人物
- デビュー作である「朱神さまの鬼丹やらい」は、自身2作目の作品である。
- 好きな漫画は『蟲師』『ムヒョとロージーの魔法律相談事務所』『XXXHOLiC』。

## 師匠
- あるまるみ